# عمر كامينغز
عمر كامينغز (بالإنجليزية: Omar Cummings) (مواليد 13 يوليو 1982 في بودلز كريسكينت) لاعب كرة قدم جامايكي دولي يجيد اللعب في خط الهجوم . يلعب حاليا لصالح نادي كولورادو رابيدز الأمريكي منذ 2007 .

## روابط خارجية
- عمر كامينغز على موقع الدوري الأمريكي (الإنجليزية)
- عمر كامينغز على موقع قاعدة بيانات كرة القدم.إي يو (الإنجليزية)
- عمر كامينغز على موقع ناشيونال فوتبول تيمز (الإنجليزية)
- عمر كامينغز على موقع Soccerway.com (الإنجليزية)
- عمر كامينغز على موقع عالم كرة القدم.نت (الإنجليزية)
- عمر كامينغز على موقع كووورة